# Katia Ledoux
Katia Ledoux est une mezzo-soprano française d’origine guadeloupéenne née à Paris le 18 juillet 1990.

## Biographie
Née à Paris, Katia Ledoux grandit à Vienne en Autriche et suit des cours de violon avant de commencer le chant à l’âge de six ans en rejoignant les petits chanteurs de Schubert (en allemand : Schubert Sängerknaben). À l’âge de seize ans, elle entre en classe préparatoire de l’académie de musique et d'arts du spectacle de Vienne, puis elle quitte Vienne en 2016 pour aller étudier avec Ulf Bästlein (de) à l’université des arts de la ville de Graz où elle fait ses débuts au festival de musique contemporaine Automne styrien (de) ainsi qu’à l’Opernhaus Graz.
En 2019, elle débute à l'Opéra national des Pays-Bas à Amsterdam en tant que Geneviève dans Pelléas et Mélisande mis en scène par Olivier Py avec l’Orchestre royal du Concertgebouw sous la direction de Stéphane Denève.
Pour la saison 2019/20, ainsi que 2020/21, elle rejoint l’International Opera Studio de l’Opernhaus de Zürich ou elle interprète de nombreux rôles. Elle donne un entretien où elle défend l'importance de la lutte contre le racisme à l'opéra.
Le 1er février 2022 au Volksoper de Vienne, Katia Ledoux, qui chante le rôle de Vénus dans Orphée aux enfers de Jacques Offenbach, se propose de chanter également celui d’Orphée en l’absence du ténor tombé malade. Elle réussit l'incroyable performance d'interpréter les deux rôles.
En septembre 2022, elle interprète le rôle de Paola dans la Princesse de Trébizonde de Jacques Offenbach, avec le London Philharmonic Orchestra sous la direction de Paul Daniel à Londres, représentation enregistrée pour le label Opera rara .
En mai et Juin 2024 elle se produit en Bersi dans Andrea Chénier sous la direction d'Antonio Pappano, aux côtés de Jonas Kaufmann dans le rôle-titre et Sondra Radvanovsky en Madeleine de Coigny.

## Récompenses
- Premier prix du concours autrichien "Prima la musica (de)" en 2008
- Finaliste du concours "Ferruccio Tagliavini" en 2017
- Lauréate de la "Bourse du Festival de Bayreuth" en 2018[9]
- Prix de la Presse du Concours vocal international de Bois-le-Duc (nl), aux Pays-Bas en 2018[10]
- 38ème International Hans Gabor Belvedere Singing Competition — Villach - Finaliste[11]
- Premier prix du concours "Nordfriesischer Liedpreis"[12]